# Mitger
Un mitger o amitger és un parcer que conrea les terres d'altri, anomenat el concedent, i es reparteix amb ell els fruits a mitges. Més endavant també es recompensa el concedent amb l'equivalent en diners. El propietari col·labora en el procés productiu aportant part del que és necessari per a l'explotació de la terra (eines, llavors, etc.) que es fa bàsicament amb la mà d'obra familiar del parcer o mitger.
La situació social, sobretot dels petits mitgers era força precària:
| «                                                   | El mitger o mesader que tota sa vida ha treballat la terra, partint les collites amb el seu amo amb la proporció convinguda, tampoc distrutarà de pensió al arribar al vell, doncs ningú li paga la quota indispensable. […] el mitger i arrendatari, guanya escassament per anar passant, no pot estalviar gran cosa per la vellesa. | » |
| — Camil Cava, El retir obrer i l'agricultura (1921) | |   |

Una institució similar però d'època romana n'és el colonat parcer, reglamentat per textos com ara la lex Manciana.